# Dabrowski (TV-program)
Dabrowski var en programserie med Stina Lundberg Dabrowski som programledare och intervjuare av intressanta personer. Programmets sändes på SVT mellan 1990 och 1991 och innehöll intervjuer och livemusik med såväl svenska kändisar som internationella storstjärnor. Aftonbladet delade 1991 ut Årets TV-pris till Dabrowski för denna programserie . Göran Ewerlöf och Calle Norlén var återkommande gäster.

## Första säsongen (1990)[2]
- Episod 1. Medverkande:[3] Kenny Rogers, Lena Olin, Grymlings, Dolph Lundgren, Calle Norlén och Göran Ewerlöf.
- Episod 2. Medverkande:[4] The Chimes (musikgrupp), Lasse Wellander, Bette Midler, Backa Hans Eriksson, Lars-Erik Magnusson.
- Episod 3. Medverkande:[5] Tomas Ledin, Amanda Ooms, Dr Alban, Stefan Andhé, Diego Maradona.
- Episod 4. Medverkande:[6] Marie Fredriksson, Totta Näslund, Sanne Salomonsen & Anne Linnet, Brasse Brännström och Lasse Hallström.
- Episod 5. Medverkande:[7] Pet Shop Boys, Ulla Skoog & Ronny Carlsson, William (musikgrupp), Muammar al-Gaddafi.
- Episod 6. Medverkande:[8] Erik Penser mfl.
- Episod 7. Medverkande:[9] Julee Cruise, Ebbe Carlsson, Claire Wikholm, Betty Mahmoody, Ann Stenmark, Häggarna och Claes Malmberg.
- Episod 8. Medverkande:[10] Leila K, Tomas DiLeva, Kaosorkestern, Ernst Hugo Järegård.

## Andra säsongen (1991)[11]
Episod 1. Medverkande: Eva Dahlgren, Army of Lovers, Sylvia Lindenstrand, Carl-Einar Häckner mfl.
Stina Dabrowski inleder programmet med Calle Norlén och Göran Everdahl som diskuterar mediala talesätt och andra uttryck och klyschor. Eva Dahlgren uppträder med Kom och håll om mig, och pratar om hur man för sig på scenen. Carl-Einar Häckner gör en monolog om kulor. I veckans reportage träffar Stina transvestiter och transsexuella i Key West, Florida. Army of Lovers med Alexander Bard, Jean-Pierre Barda och Michaela de la Cour pratar om skillnaden mellan transvestiter i Sverige och i USA. Därefter uppträder de med låten Candyman Messiah. Därefter dyker La Camilla upp och rör om i grytan. Sylvia Lindenstrand uppträder i Backanterna, en hyllad uppsättning av Ingmar Bergman och samtalar om rollen och sitt skådespeleri.
Eva Dahlgren avslutar med Vem tänder stjärnorna.
Episod 2. Medverkande: Monica Zetterlund, Mona Sahlin, Mikael Samuelsson, Trombo Combo mfl.
Stina Dabrowski gör ett återbesök hos Ebbe Carlsson, den AIDS-sjuke förlagsdirektören som medverkade i programmet veckan före. Trombo Combo uppträder med Work Song. Stina gör ett reportage från England om Paddington, en butler som tidigare jobbat på Buckingham palace. Mona Sahlin pratar om hur man får familjelivet att fungera. Carl-Einar Häckner dyker in med ett korttrick. Monica Zetterlund framför låten Under vinrankan och pratar sen om sin plats i musikindustrin. I veckans reportage så träffar vi ett folk som bor i indiantält året om. Calle Norlén och Göran Everdahl diskuterar alla möjliga kriser vi går igenom. Mikael Samuelsson spelar fantomen på operan och blir avsminkad i direktsändning, varpå han sedan framför rocklåten Takin' care of business med Sminkrock.
Episod 3. Medverkande: Stonecake, Paulo Mendonça, Bengt Westerberg, Judiska Teatern, Monica Nielsen med döttrarna Petra Nielsen och Paula Nielsen och Carl-Einar Häckner.
Stina Dabrowski intervjuar medlemmar i Klu Klux Klan och dess motståndare i den amerikanska södern. Stonecake uppträder med Tuesday Afternoon. Paulo Mendonça uppträder live i studion och pratar främlingsfientlighet med Bengt Westerberg. Basia Frydman, Tomas Laustiola och Reuben Sallmander från Judiska teatern uppträder. Paula, Petra och Monica Nielsen gästar också.
Ungdomarna Calle Norlén och Göran Everdahl ger sina livsåskådningar och Carl-Einar Häckler pratar om oprovocerat gatuvåld.
Episod 4 (30 november 1991). Medverkande:  Eg and Alice, Benny Andersson, Ainbusk Singers, Ernst Hugo Järegård, Ebbe Carlsson.
Stina Dabrowski uppmärksammar World AIDS Day. Carl-Einar Häckner reflekterar kring beslutet att dra in en kondom genom näsan och ut ur munnen. I Angered kallar barnen honom Gummimannen. Brittiska duon Eg and Alice uppträder med låten "Indian". Calle Norlén och Göran Everdahl pratar om tabun såsom onani, menstruation, sprit med mera. Stina träffar paret Roger Croteau och Steven Lofton som valde att adoptera tre föräldralösa barn med aids. Benny Andersson framför Lassie och Målarskolan på piano. Chefsöverläkaren Sven Britton och den HIV/AIDS-drabbade förlagsdirektören Ebbe Carlsson (som var en av de första offentliga personer i Sverige att gå ut med sjukdomen) har en lång diskussion om AIDS och sjukvården. Ernst-Hugo Järegård pratar om kärlek och organisationen Noaks Ark som jobbar med människor som drabbats av AIDS. Ernst-Hugo läser En godnattsaga. Ainbusk Singers avslutar med att sjunga Älska mig.